# Riu del Pla de l'Estany
De Riu del Pla de l'Estany is een rivier in Arinsal in de Andorrese parochie La Massana. De rivier ontstaat in de bergen ten noordwesten van het dorpscentrum, waar de bovenloop wordt gevormd door de Riu del Bancal Vedeller. Deze rivier wordt op haar beurt gevoed door de meertjes Estanys Forcats.
De rivier stroomt van noord naar zuid; aan het eind vloeit ze samen met de Riu de Comapedrosa om zo de Riu Pollós te vormen (dit punt noemt men Aiguës Juntes, 'samengevoegde wateren'), die op haar beurt in Arinsal met de Riu de Comallemple samenvloeit tot de Riu d'Arinsal. De Riu del Pla de l'Estany dankt haar naam aan de Pla de l'Estany (2034 m), een kleine vlakte (Catalaans: pla) waar aan de rivier een klein meertje ligt.

## Zijrivieren
Met de stroming mee monden in de Riu del Pla de l'Estany de volgende rivieren uit. Voor een beter begrip van het ontstaan van de rivier zijn de zijrivieren van de Riu del Bancal Vedeller ook vermeld. Aangezien het niet geheel duidelijk is vanaf welk punt men van de Riu del Pla de l'Estany spreekt, zijn beide zijrivieren van de Riu del Bancal Vedeller mogelijks zijriveren van de Riu del Pla de l'Estany.
- Riu del Bancal Vedeller
  - Riu del Port Dret (links) (gevoed door het Estany del Port Dret)
  - Riu de Montmantell (l.) (gevoed door de Estanys de Montmantell)
- Canal de l'Alt (rechts)
- Canal del Terrer Roig (r.)
- Canals Males (r.)

## Afwatering
Riu del Pla de l'Estany → Riu Pollós → Riu d'Arinsal → Valira del Nord → Valira → Segre → Ebro → Middellandse Zee

Allau del Mas · Barranc de la Font Antiga · Barranc del Carcabanyat · Barranc del Clot de les Deveses · Barranc del Llempo · Canal Carnissera · Canal de Cantallops · Canal de la Castelleta · Canal de la Costa de l'Avier · Canal de la Font · Canal de la Font de Gambada · Canal de la Font de l'Angleveta · Canal de la Font del Boix · Canal de la Font del Llop · Canal de la Llosa · Canal de l'Alt (Arinsal) · Canal de l'Alt (Sispony) · Canal de la Mata · Canal de la Peça Rodona · Canal de la Pixistella · Canal de l'Avet · Canal de la Vinya · Canal del Bosc de Coma · Canal del Coll de les Cases · Canal del Coll de Turer · Canal del Corb · Canal del Cortal Vell · Canal de les Boïgues · Canal de les Casasses · Canal de les Claperes · Canal de les Codelles · Canal de les Fijoles · Canal de les Llongues · Canal de les Obagues · Canal de les Veces · Canal de l'Isard · Canal del Jou · Canal del Lloset · Canal de l'Obaga de l'Óssa · Canal del Port · Canal del Port Vell · Canal dels Agrels · Canal dels Banys · Canal dels Boïgals · Canal dels Llomassos · Canal del Solà de les Comes · Canal dels Picons · Canal del Teixó · Canal del Terrer Roig · Canal de Maria · Canal de Palomer · Canal de Peseda · Canal de Serrats · Canal Gran (Arinsal) · Canal Gran (Escàs) · Canal Gran Callisa de Palomer · Canal Pregona (Arinsal) · Canal Pregona (Escàs) · Canals de l'Alt · Canals Males · Riu d'Arinsal · Riu de Comallemple · Riu de Comapedrosa · Riu de Font Amagada · Riu de Galliner · Riu de la Bixellosa · Riu de l'Aspra · Riu del Bancal Vedeller · Riu del Cardemeller · Riu del Cubil · Riu de les Claperes · Riu de l'Estany Negre · Riu del Pla de l'Estany · Riu del Port Dret · Riu del Prat del Bosc · Riu dels Cortals · Riu dels Hortons · Riu del Sola · Riu del Solanyó · Riu de Montmantell · Riu de Padern · Riu de Pal · Riu de Serrana · Riu Muntaner · Riu Pollós · Riu Sec · Torrent de la Cauba · Torrent del Ruïder · Torrent dels Càcols · Torrent de Ribassols · Torrent Ribal · Valira del Nord